# Episodes of a Hustla
Albums de Big Noyd
Armed and Dangerous: The Best of Big Noyd
(2003)
Singles
1. Recognize and Realize
Sortie : 1996
2. Usual Suspect
Sortie : 1996

Episodes of a Hustla est le premier album studio de Big Noyd, sorti le 16 septembre 1996.
L'album, produit intégralement par Havoc, à l'exception du premier titre produit par Charlemagne, s'inscrit dans la lignée du troisième opus de Mobb Deep, Hell on Earth.
Il s'est classé 59e au Top R&B/Hip-Hop Albums.

## Liste des titres
| No  | Titre                                              | Contient un (des) sample(s) de                                                             | Durée |
| --- | -------------------------------------------------- | ------------------------------------------------------------------------------------------ | ----- |
| 1.  | It's on You                                        | Give Up the Goods (Just Step) de Mobb Deep                                                 | 1:30  |
| 2.  | The Precinct                                       | We the People Who Are Darker Than Blue de Curtis Mayfield The Grave (Prelude) de Mobb Deep | 1:37  |
| 3.  | Recognize & Realize (Part 1) (featuring Prodigy)   |                                                                                            | 4:10  |
| 4.  | All Po (featuring Ty Nitty, Twin et Prodigy)       |                                                                                            | 3:49  |
| 5.  | Infamous Mobb (featuring Prodigy)                  |                                                                                            | 3:15  |
| 6.  | Interrogation                                      | We the People Who Are Darker Than Blue de Curtis Mayfield                                  | 1:17  |
| 7.  | Usual Suspect                                      |                                                                                            | 4:02  |
| 8.  | Episodes of a Hustla (featuring Prodigy)           |                                                                                            | 4:02  |
| 9.  | Recognize & Realize (Part 2) (featuring Mobb Deep) |                                                                                            | 5:01  |
| 10. | I Don't Wanna Love Again (featuring Se'kou)        |                                                                                            | 4:40  |
| 11. | Usual Suspect (Stretch Armstrong Remix)            | Medley: Ike's Rap III/Your Love Is So Doggone Good d'Isaac Hayes                           | 5:01  |